# Дражен Катунарић
Дражен Катунарић (Загреб, 25. децембар 1954) хрватски је песник, есејист, преводилац и уредник.

## Биографија
Средњу школу завршио је у Загребу. У Страсбургу је уписао студиј филозофије на којем је и дипломирао 1977. године. Магистирао је са темом Достојевски и филозофија подземља. Радио је у Народној и свеучилишној књижници у Загребу и издавачкој кући Младост. Од 1991. до 1993. уредник је хрватског издања часописа Летре интернатионале, а од 1993. главни је уредник часописа Мост (Тхе Бридге), који објављује хрватску књижевност на страним језицима. Године 1995. покреће двојезичну библиотеку Релатионс. Године 1996. заједно с Аланом Финкелкрауом покреће у Загребу часопис Европски гласник (његово се француско издање Ле Месагер еуропен у међувремену угасило). Од 1999. уредник је библиотеке Хрватског друштва писаца.
Од 1980. године објављује песме, есеје, путописе, прозу, у хрватским и међународним књижевним часописима. Објављивао је збирке песама, књига есеја, поеме и путописну прозу. Пјесме су му превођене на француски, енглески, њемачки, шпански, мађарски, бугарски, румунски и словенски. Уврштен је у све релевантне антологије савремене хрватске поезије. Учесник је многих међународних фестивала поезије (Меделлин, Троис Ривиерес, Лодеве, Лиеге, Бастиа, Виленица, Намур).
Члан је Управног одбора Хрватског друштва писаца.
Од маја 2024. редовни је члан Хрватске академије знаности и умјетности.

## Награде
- 1984. Бранкова награда за најбољу прву збирку песама у Југославији
- 1994. Награда Тин Ујевић за најбољу песничку књигу
- 1999. Награда Европски круг за књижевни допринос
- 1999. Награда Матице хрватске за књижевност
- 1999. додијељен му је ред Витеза књижевности и умјетности француског Министарства културе
- 2003. Међународна награда Менада за специфичну вриједност поезије у Македонији
- 2004. Међународна награда Наји Нааман
- 2009. Награда Steiermaerkische Sparkasse за роман Просјакиња
- 2015. Награда Балканика Румунског друштва писаца за допринос поезији
- 2022. Награда Маслинов венац за поезију (Цроатиа редивива, Селце)
- 2023. Финалиста француске награде Маларме са књигом Је ресте плус лонгтемпс данс ла мер